# Bahai-tempel

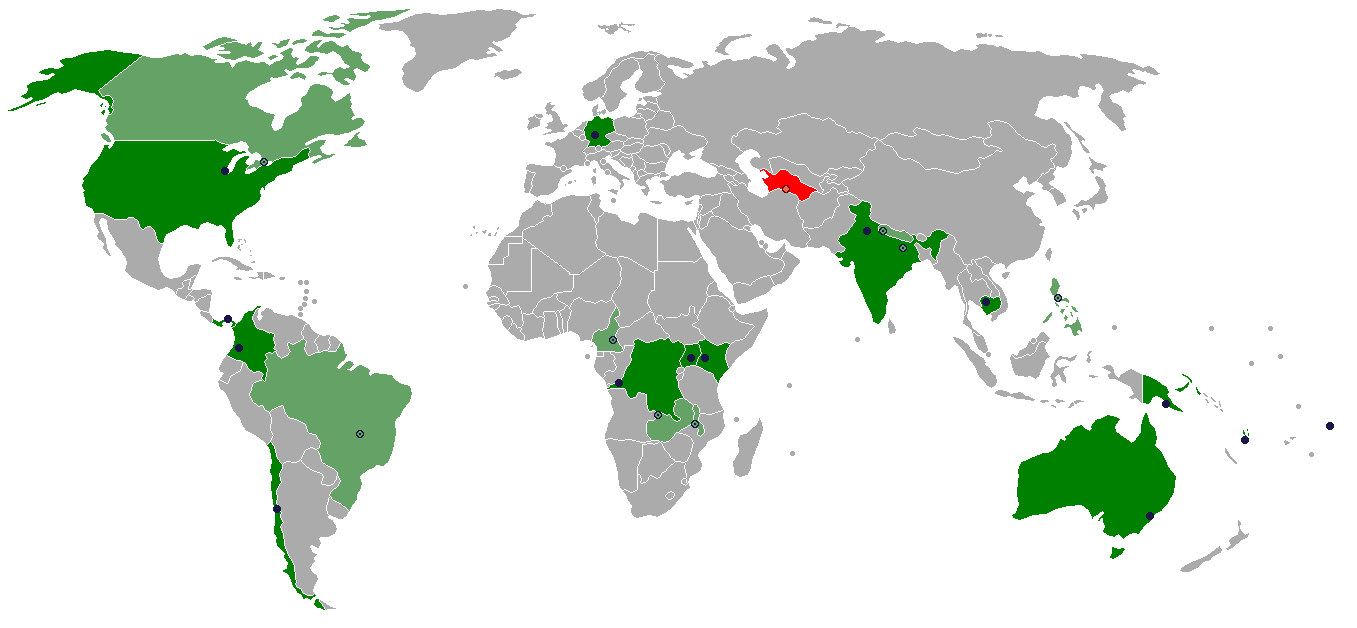
Een plattegrond van bahai-tempels in de wereld; groen staat voor landen waar momenteel een tempel staat (met een stip voor de stad); rood staat voor landen waar een tempel heeft gestaan; lichtgroen staat voor landen waar in 1963 tempels waren gepland.

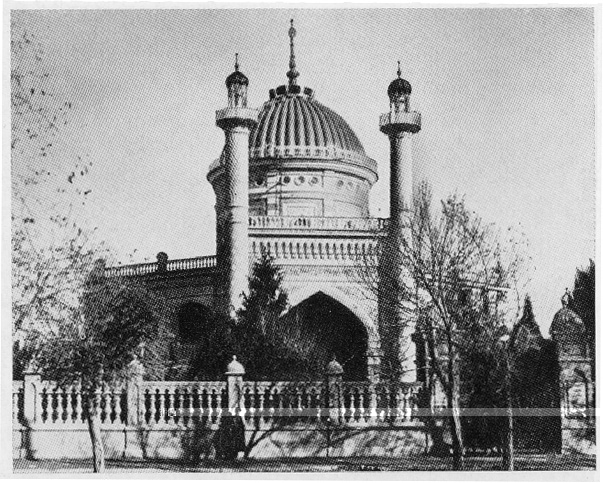
De voormalige bahai-tempel in Asjchabad

Een Bahá'í Huis van Aanbidding (Perzisch: مشرق‌الاذکار, Arabisch:مشرق اﻻذكار Mashriqu'l-Adhkár), is de aanduiding voor een gebedsplaats, of tempel, van het bahai-geloof.
Veel bahai-gemeenschappen bezitten stukken grond waar tempels gepland zijn als de bahai-gemeenschap verdergroeit. De tempels zijn bedoeld voor gebed en meditatie en zijn vrij toegankelijk voor iedereen. De meeste bahai-bijeenkomsten vinden plaats in plaatselijke bahai-centra, de huizen van individuen, of gehuurde ruimten.

## Beschrijving
De naam die in de bahai-geschriften voor tempels wordt gebruikt is Mashriqu'l-Adhkár ("Dageraadplaats van Gods lof"). Alle tempels delen bepaalde architectonische elementen, waarvan slechts twee door de bahai-geschriften worden gespecificeerd: dat zij negenzijdig zijn en worden overkoepeld. Tot op heden hebben alle gebouwde of geplande tempels een enkele, onverdeelde ruimte onder de koepel. In alle zeven zijn de zitplaatsen in het auditorium gericht naar de graftombe van Bahá'u'lláh nabij Akko, Israël.
De bestaande tempels werden gebouwd naarmate de regionale gemeenschap hun bouw kon ondersteunen. Zij geven uiting aan lokaal ontwerp en cultuur in hun selectie van materialen, architectuur en landschapsmodellering.
De tempels staan open voor alle soorten gelovigen en ook voor niet-gelovigen. De diensten concentreren zich alleen op de verering van God, met lezingen uit religieuze geschriften en zonder preken. Het enige instrument dat in de tempel wordt gebruikt is de menselijke stem en koren zingen a capella.
Er zijn geen inzamelingen tijdens de dienst. Alleen formeel ingeschreven gelovigen mogen bijdragen aan de bahai-fondsen, met inbegrip van fondsen voor het onderhoud van de tempel.
Deze tempels zijn het belangrijkste element van een complex van faciliteiten zoals scholen, ziekenhuizen, bejaardenhuizen en andere sociale en humanitaire instellingen om de gebieden te dienen waar zij staan. Voor bahai-aanhangers is er geen bepaalde scheidslijn tussen de geestelijke en praktische delen van het leven; 'Abdu'l-Bahá onderwees dat de mensen de geestelijke weg met praktische voeten zouden moeten lopen.
De graftombe van de Báb en andere gebouwen op het Bahai-wereldcentrum zijn geen Mashriqu'l-Adhkár, hoewel toeristen vaak verkeerd naar het heiligdom als bahai-tempel verwijzen.

## Bestaande gebouwen

### Chicago (Wilmette), Illinois, Verenigde Staten
De tempel in Wilmette, Illinois, dat door Louis Bourgeois is ontworpen, werd voltooid in 1953; het is de grootste en oudste nog bestaande bahai-tempel. Het bevindt zich in een voorstad ten noorden van Chicago, aan de kust van het Michiganmeer, en is Moeder-tempel van de Verenigde Staten. Het is geconstrueerd uit gietvorm-beton en wit kristallijn kwarts, is een prominent oriëntatiepunt van het Chicago-gebied en staat in het Nationaal Register van Historische Plaatsen. Zoals bij een aantal andere bahai-tempels, heeft de tempel in Wilmette een galerij-balkon waar het tempel-koor gewoonlijk optreedt.

### Kampala, Oeganda
De Moeder-tempel van Afrika staat op de Kikaya-heuvel buiten Kampala in Oeganda en werd ontworpen door Charles Mason Remey. De eerste steen werd gelegd in januari 1958, en de tempel werd op 13 januari 1961 geopend.

### Sydney (Ingleside), Australië
De Moeder-tempel van Australië staat in Ingleside, een buitenwijk ten noorden van Sydney, werd voltooid in 1961 en werd ontworpen door Charles Mason Remey. De constructie bestaat uit plaatselijk hardhout en beton met een overkoepeling en biedt plaats aan 600 mensen. Het gebouw kijkt uit over de Grote Oceaan.

### Frankfurt (Langenhain-Hofheim), Duitsland
De Moeder-tempel van Europa staat aan de voet van het Taunus-gebergte in Duitsland, in het dorpje Langenhain, nabij Hofheim, een plaatsje buiten Frankfurt. Het ontwerp is van Teuto Rocholl. Het werd voltooid in 1964 en is gemaakt van staal, aluminium en glas. In de koepel zitten 540 ruitvormige ramen die zorgen voor een natuurlijke lichtinval.

### Panama-Stad, Panama
De Moeder-tempel van Latijns-Amerika in Panama-Stad werd ontworpen door Peter Tillotson en voltooid in 1972. De tempel staat op een hoge klif, "Cerro Sonsonate" ("Zingende Heuvel"), kijkt uit over de stad en is gemaakt van plaatselijk gevonden stenen, gelegd in een patroon dat doet denken aan Indiaanse textiel-ontwerpen.

### Tiapapata, Samoa
De Moeder-tempel van de Polynesische eilanden in Tiapapata, 8 km van Apia, Samoa, werd voltooid in 1984. Het ontwerp is van Hossein Amanat en de tempel werd ingewijd door Malietoa Tanumafili II, de koning van Samoa, de eerste heerser die bahai-gelovige was. De koepel is 30 meter hoog.

### Delhi, India

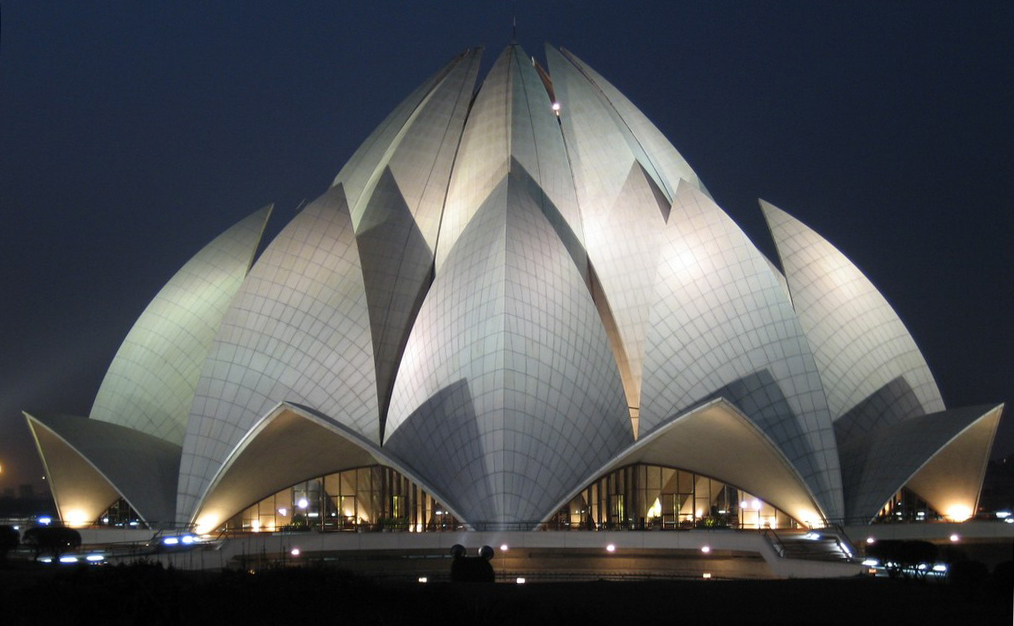
Lotus Tempel, Delhi, India

De bahai-tempel in Bahapur, Delhi, India, werd in 1986 voltooid en is de Moeder-tempel van het Indische subcontinent. Het gebouw won verscheidene architectonische prijzen en is in honderden kranten- en tijdschriftartikelen besproken. Deze tempel wordt, door zowel bahai-gelovigen als niet-bahai-gelovigen, de "Lotustempel" genoemd.

### Santiago, Chili
Eind 2002 werd een wedstrijd aangekondigd voor het ontwerp van de moedertempel van aan Zuid-Amerika, dat buiten Santiago, Chili gebouwd gaat worden. Het winnende ontwerp was dat Siamak Hariri uit Toronto, Canada. De zijden zijn samengesteld uit doorzichtige panelen van albast en gegoten glas. Een roosterstructuur van staal ondersteunt de binnenkant van de koepel. De bouw was vertraagd door het zoeken naar een geschikte plaats. In augustus 2017 was het gebouw afgewerkt.

## Geplande constructies
Het Universele Huis van Gerechtigheid heeft 120 plaatsen voor toekomstige tempels gekozen en kondigde in 2012 plannen aan om twee nationale tempels te bouwen, afgezien van de bovenstaande continentale. Deze zijn gepland voor de Democratische Republiek Congo en Papoea-Nieuw-Guinea. Daarnaast werden ook plannen aangekondigd voor de eerste lokale gebedshuizen, voor Battambang, Cambodja; Bihar Sharif, India; Matunda Soy, Kenia; Cauca, Colombia; en Tanna, Vanuatu. Een aantal hiervan zijn inmiddels geopend, de overige zijn onder constructie (Papua New Guinea, Kenia en Vanuatu) of in de ontwerpfase.

### Haifa, Israël
In de buurt van het Bahai-wereldcentrum op de berg Karmel in Haifa, in Israël, is een plaats geselecteerd voor een bahai-tempel. Het is dicht bij de plek waar Bahá'u'lláh de Tafel van Karmel heeft geopenbaard, volgens Shoghi Effendi het "handvest van de geestelijke en administratieve wereldcentra van het geloof op die berg". Een ontwerp door Charles Mason Remey werd goedgekeurd door Shoghi Effendi. In augustus 1971 richtte het Universele Huis van Gerechtigheid een obelisk op, waar een kalligrafie van de Grootste Naam op staat.

## Galerij

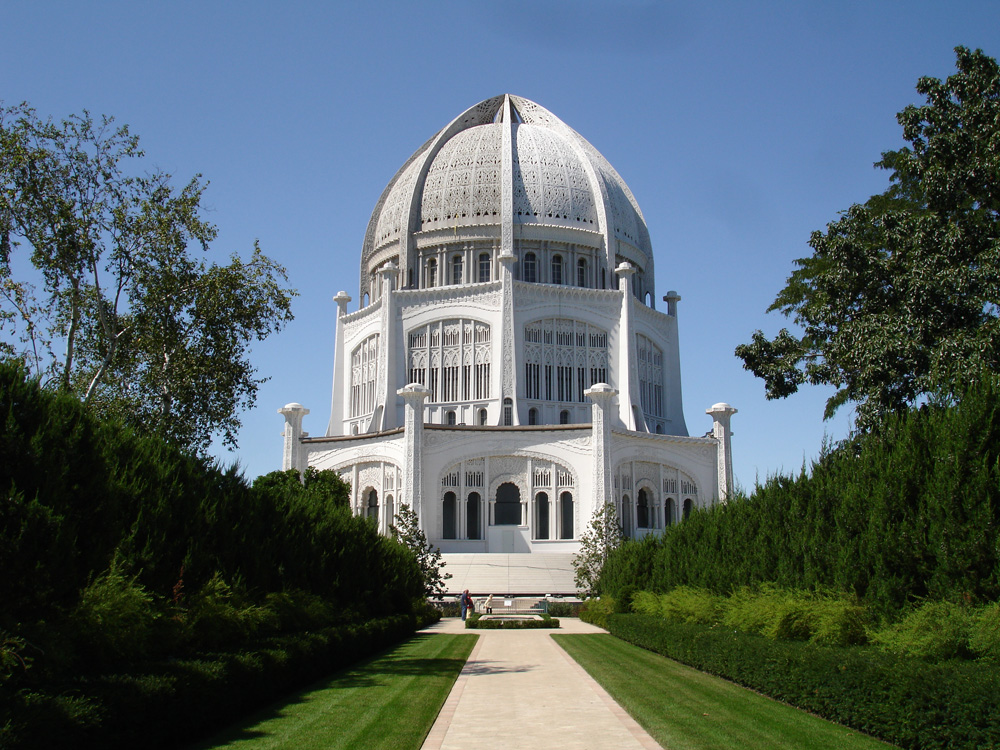
Wilmette, Verenigde Staten
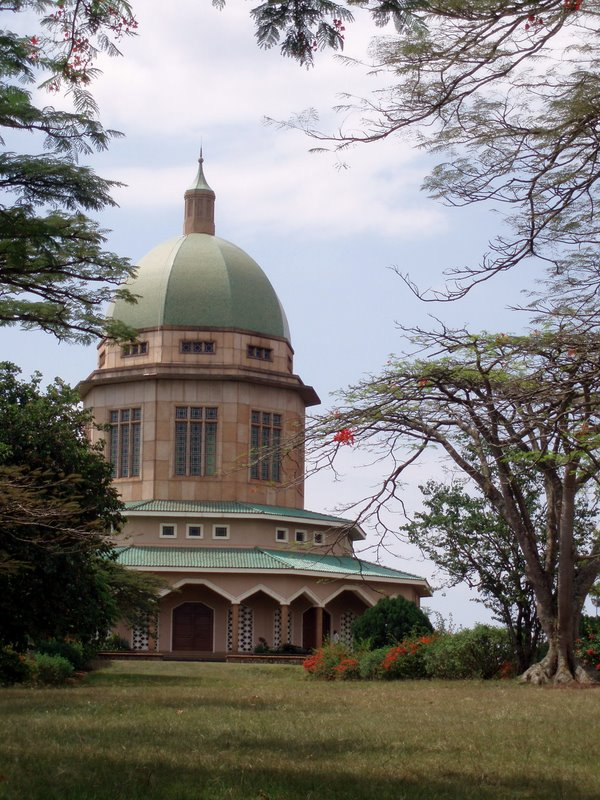
Kampala, Oeganda
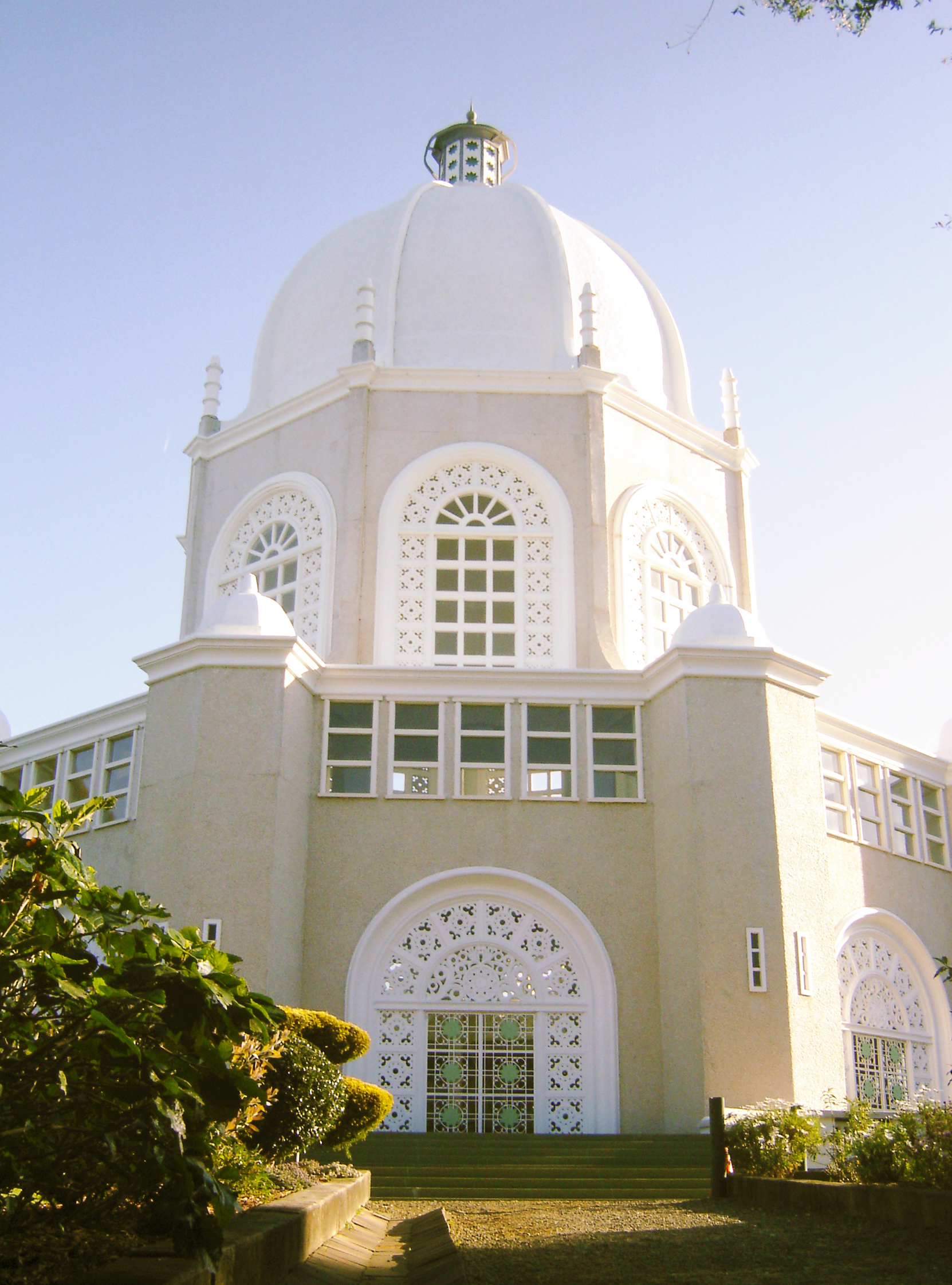
Sydney, Australië
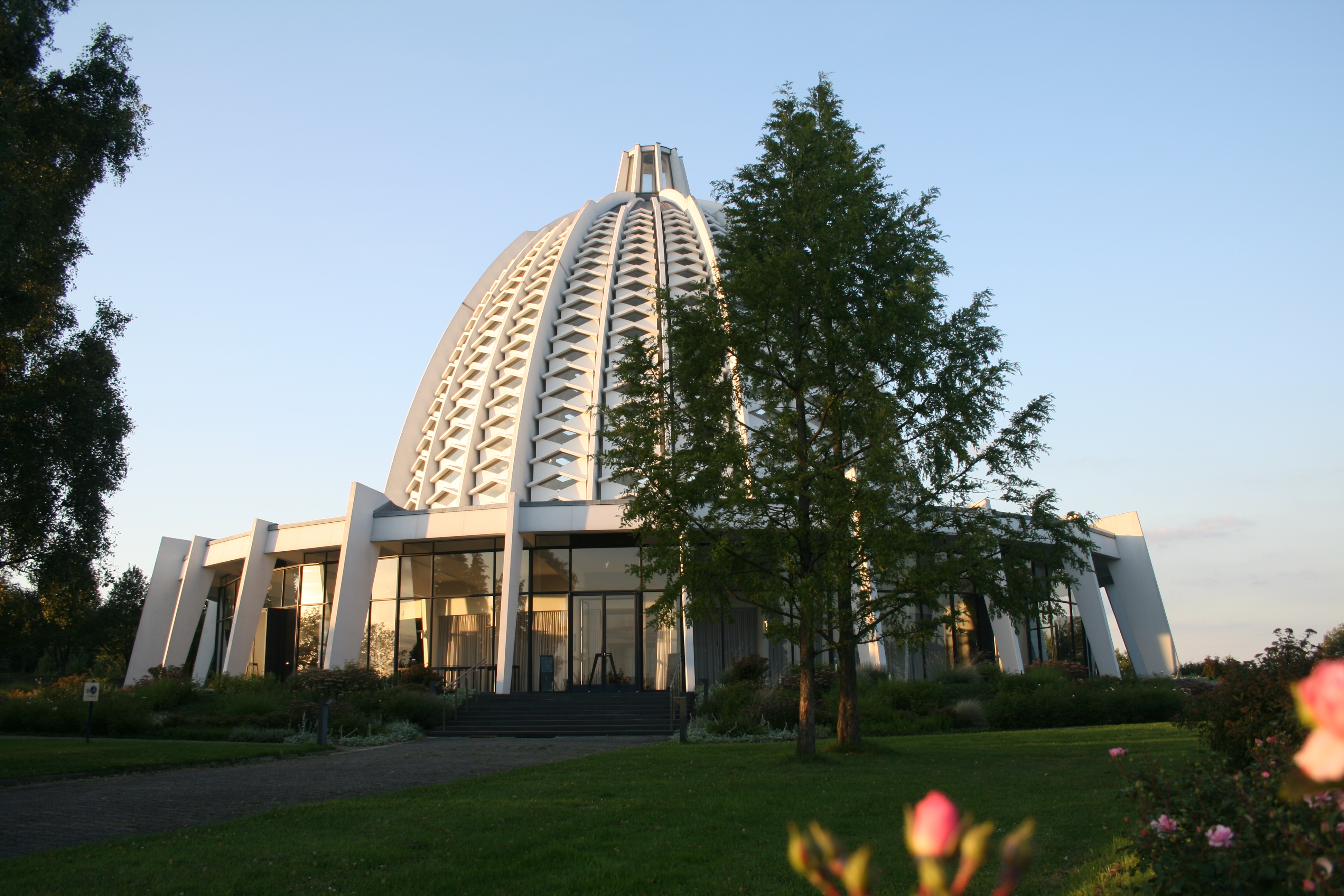
Frankfurt, Duitsland
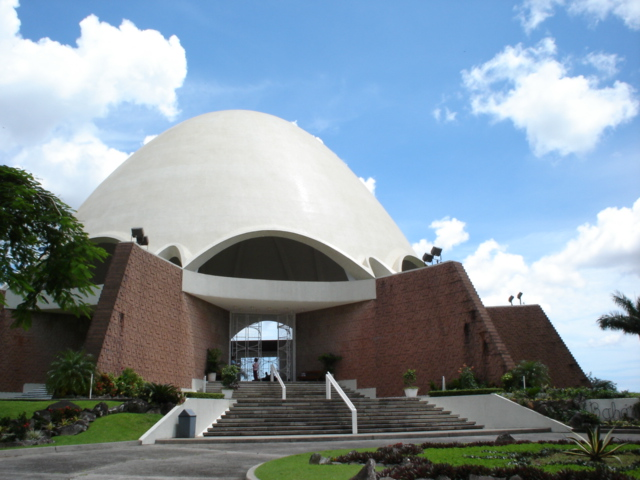
Panama-Stad, Panama
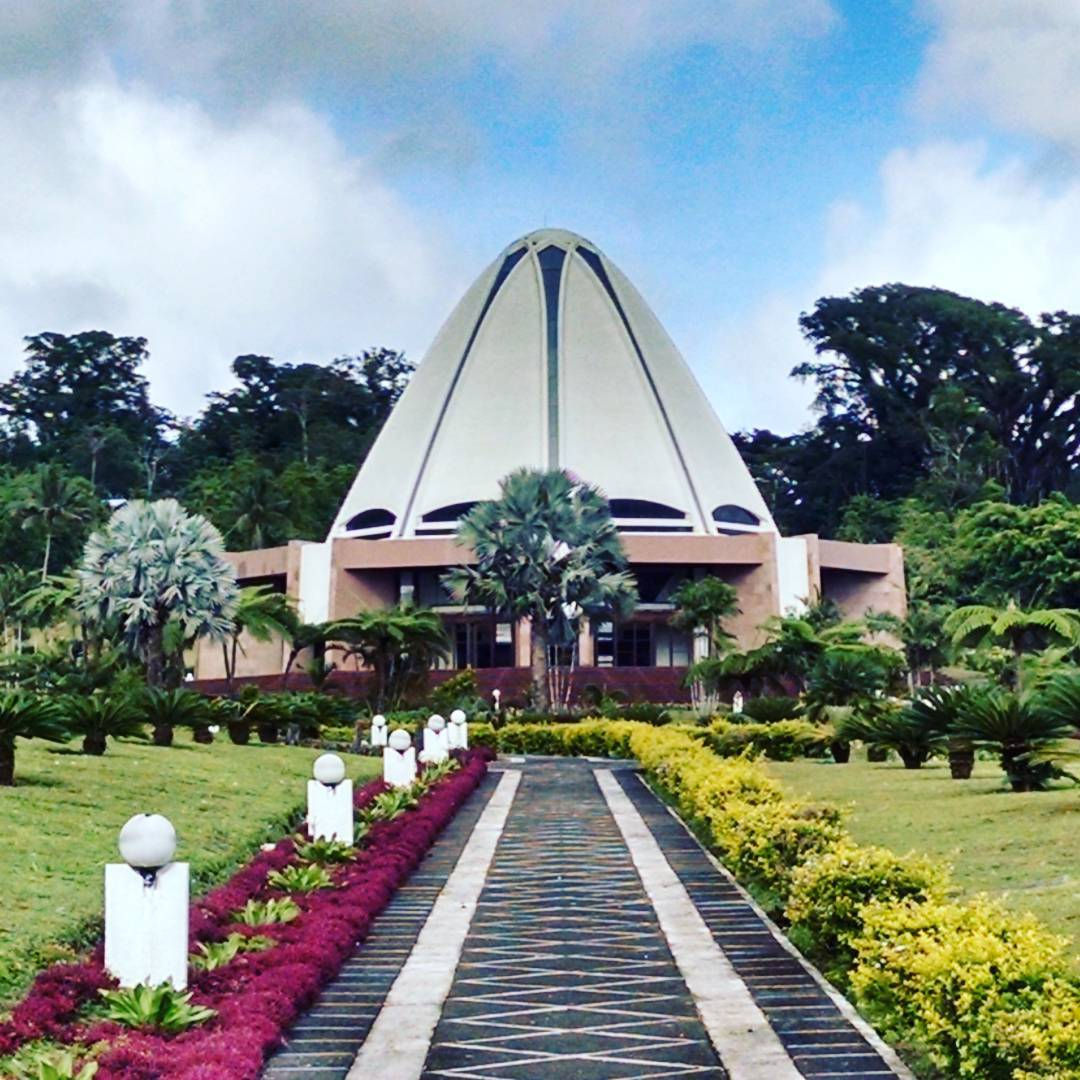
Apia, Samoa
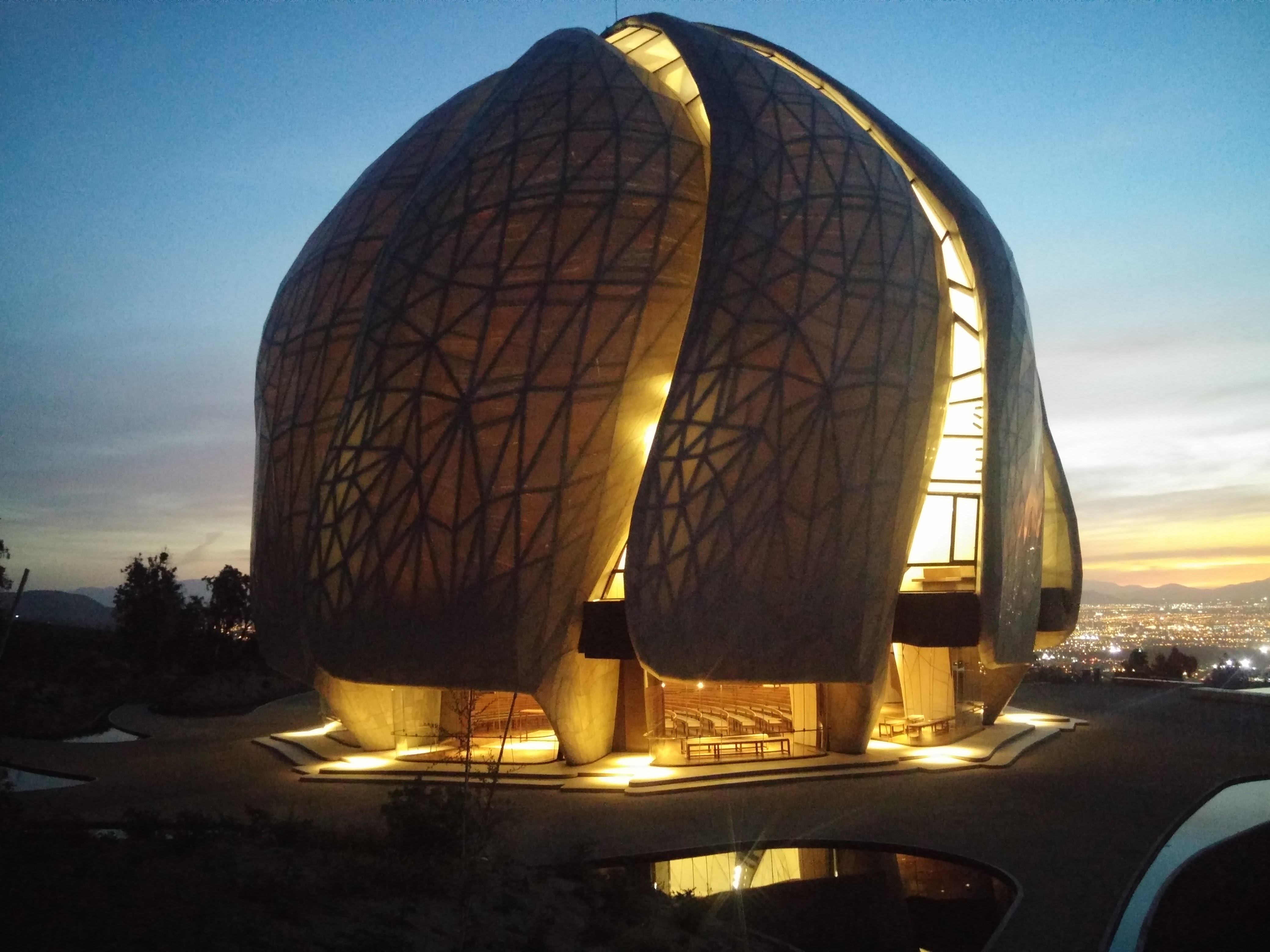
Santiago, Chili
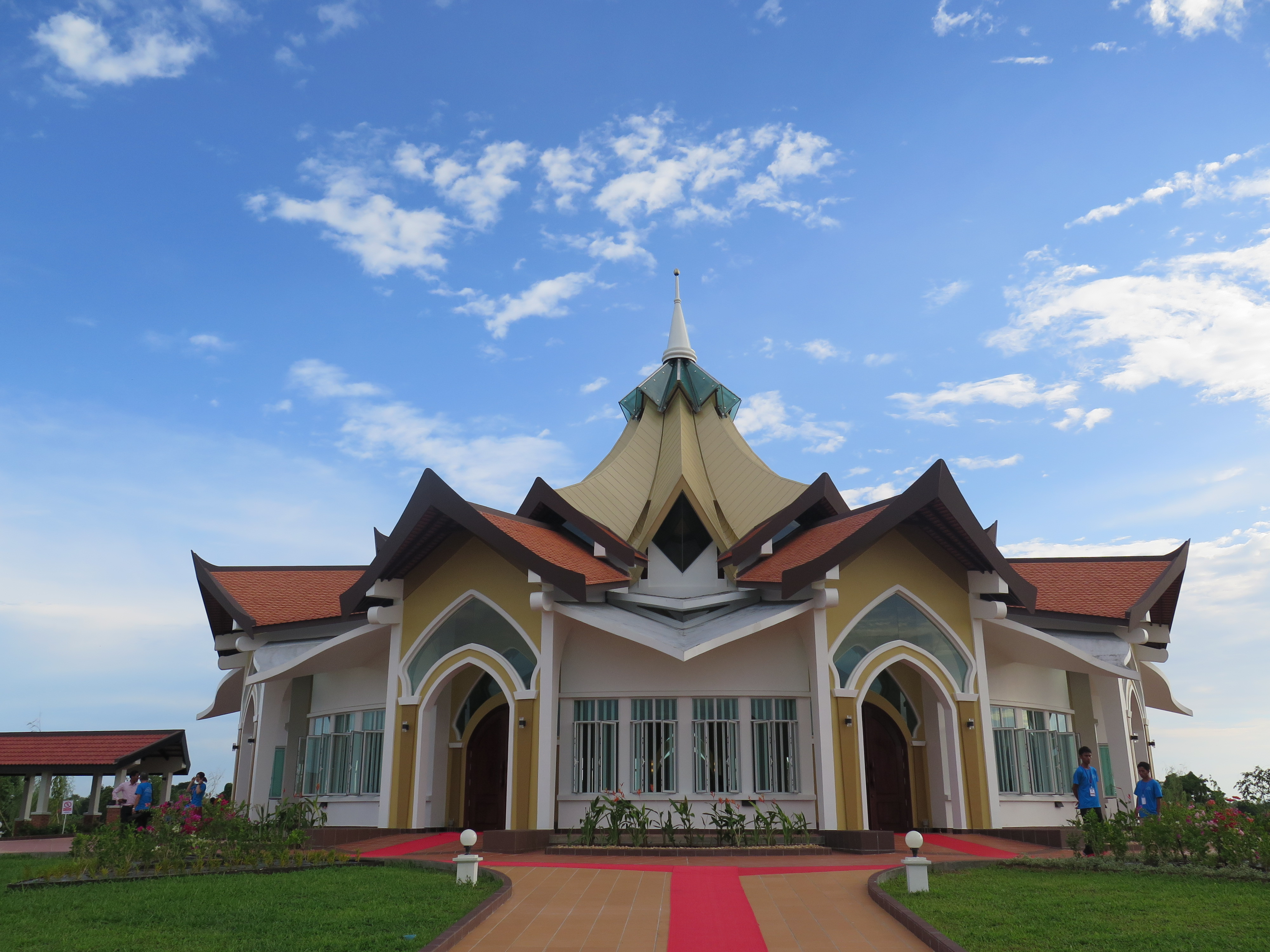
Battambang, Cambodja
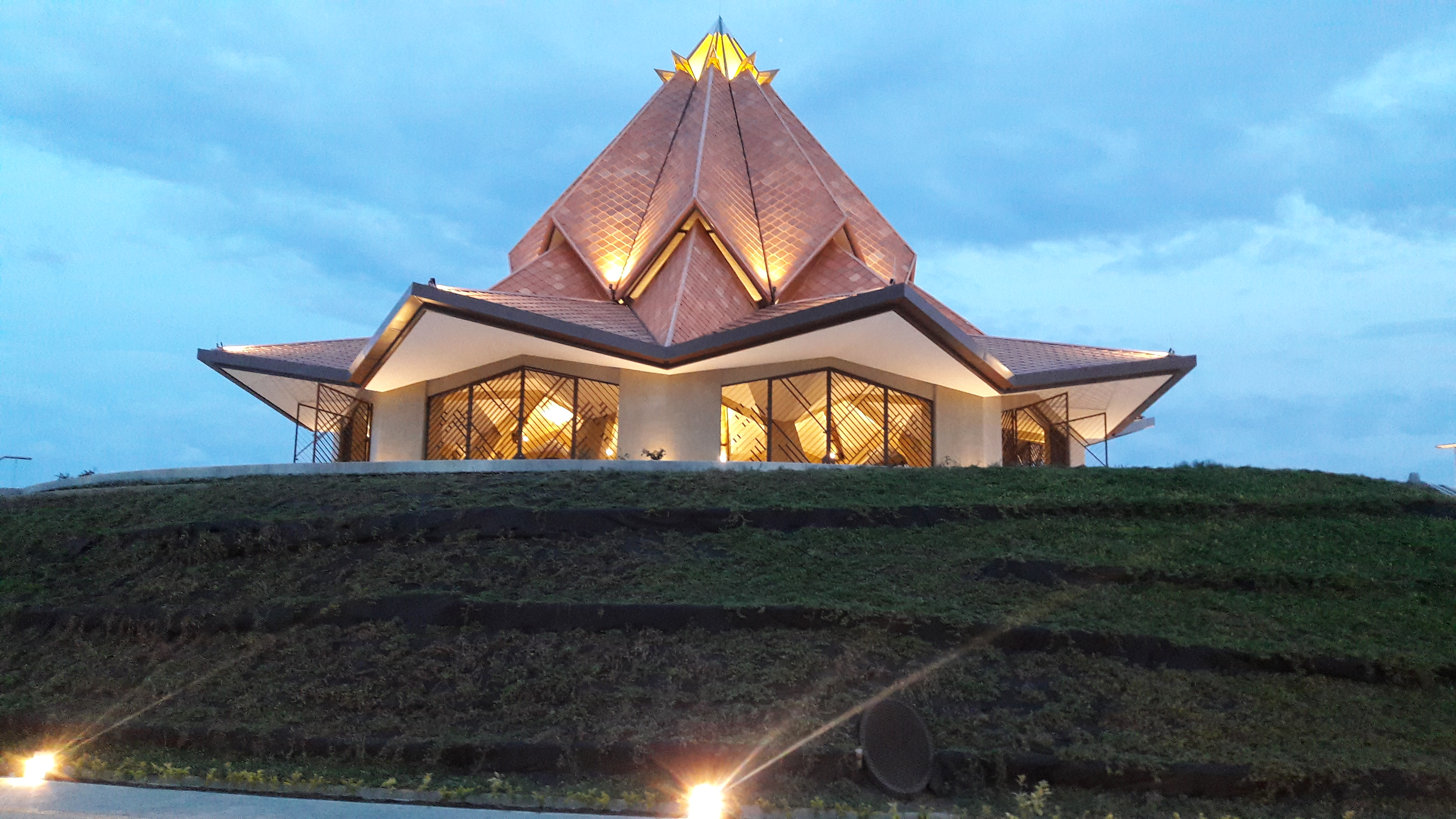
Cauca, Colombia
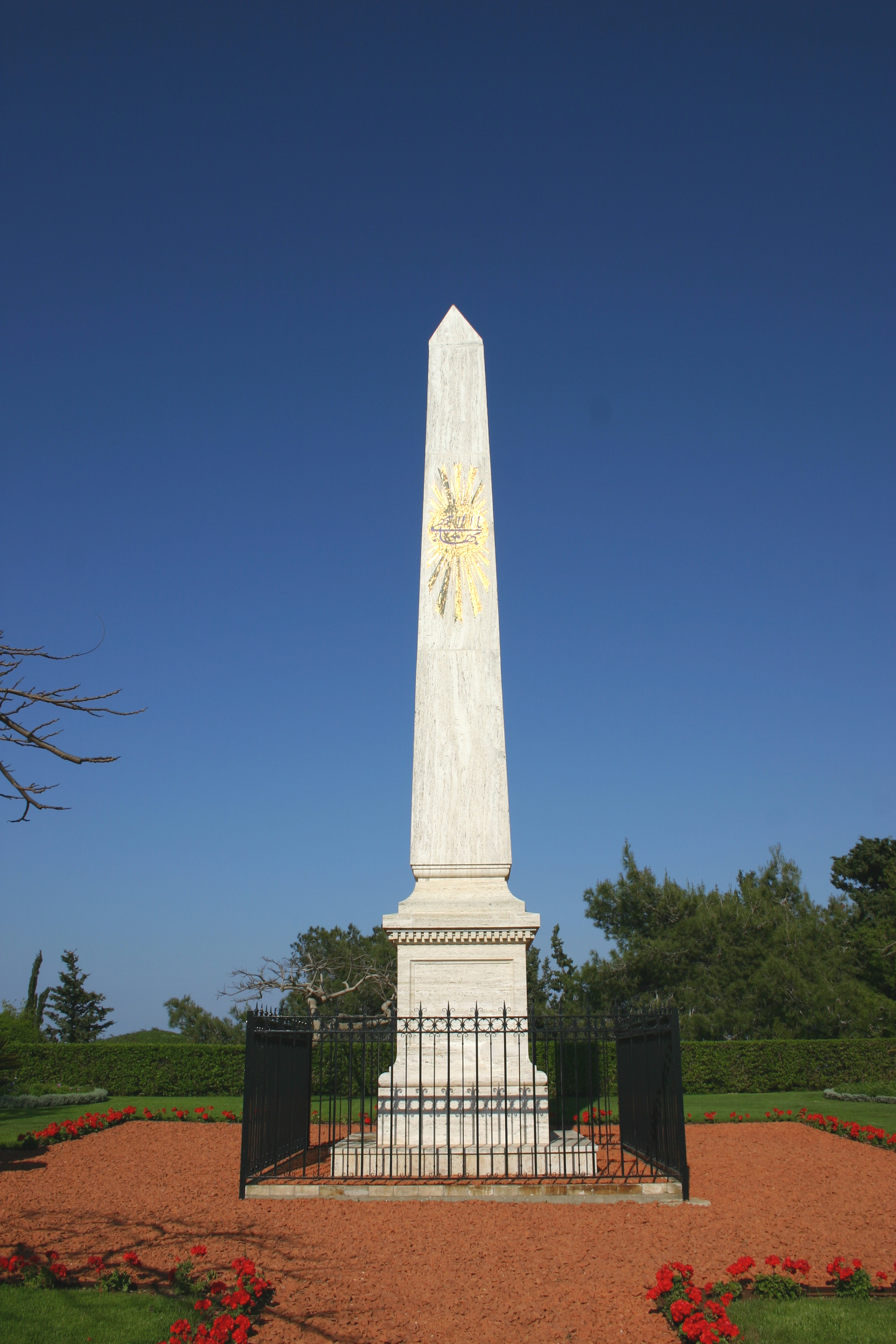
Obelisk, Haifa, Israël

## Verder lezen
- Boyles, Ann. For the Betterment of the World, to the Glory of God - The Emergence of Baháʼí Houses of Worship.
- Research Department of the Universal House of Justice (2017). The Mashriqu'l-Adhkár. (verklaring en compilatie).